# Pšena Kovačič
Pšena (Pšenica) Kovačič, slovenska oblikovalka in slikarka, * 17. februar 1981, Ljubljana, Slovenija.
Diplomirana univerzitetna oblikovalka Akademija za likovno umetnost in oblikovanje (2010), diplomirana slikarka Visoka šola za slikarstvo, 2008, samozaposlena v kulturi in zagovornica pravic živali.